# Cannonball 2
Pour les articles homonymes, voir Cannonball.
Série
L'Équipée du Cannonball
(1981) Cannonball 3
(1989)
Pour plus de détails, voir Fiche technique et Distribution.
Cannonball 2 (Cannonball Run II) est un film américano-hongkongais réalisé par Hal Needham, sorti en 1984. Il s'agit de la suite de L'Équipée du Cannonball réalisée trois ans auparavant.

## Synopsis
Humilié d'avoir échoué au fameux Cannonball l'année précédente, le père du cheikh ordonne à son fils d'organiser une nouvelle course automobile et de la remporter. Les fidèles coureurs ainsi que de nouveaux concurrents répondent présent à l'appel de la prestigieuse chevauchée où tous les coups sont permis et qui peut rapporter un joli magot d'un million de dollars.

## Fiche technique
- Titre français : Cannonball 2
- Titre original : Cannonball Run II
- Réalisation : Hal Needham
- Scénario : Hal Needham, Albert S. Ruddy & Harvey Miller
- Musique : Al Capps
- Photographie : Nick McLean (en)
- Montage : William D. Gordean & Carl Kress
- Production : Albert S. Ruddy
- Sociétés de production : Golden Harvest Company, Warner Bros., Arcafin B.V. & Towa Productions
- Société de distribution : Warner Bros.
- Pays de production :  États-Unis,  Hong Kong
- Langue : Anglais
- Format : Couleur - Mono - 35 mm - 1.85:1
- Genre : Comédie et action
- Durée : 108 min
- Dates de sortie : 
  - États-Unis : 29 juin 1984
  - France : 4 juillet 1984
- Affiche : Jean Mascii (France)

## Distribution
- Burt Reynolds (VF : Marc de Georgi) : J.J. McClure
- Dom DeLuise (VF : Jacques Ferrière ; VF : William Sabatier) : Victor Prinzim / Capitaine Chaos ; Don Canneloni
- Dean Martin (VF : Georges Aminel) : Jamie Blake
- Sammy Davis, Jr. (VF : Emmanuel Gomès Dekset) : Morris Fenderbaum
- Shirley MacLaine (VF : Arlette Thomas) : Veronica
- Marilu Henner (VF : Élisabeth Wiener) : Betty
- Jamie Farr : Le cheikh
- Telly Savalas (VF : Henry Djanik) : Hymie Kaplan
- Jack Elam (VF : Claude Joseph) : Dr. Nikolas Van Helsing
- Richard Kiel (VF : Alain Dorval) : Arnold
- Charles Nelson Reilly (VF : Serge Lhorca) : Don Don Canneloni
- Alex Rocco (VF : Mario Santini) : Tony
- Henry Silva (VF : Hervé Bellon) : Slin
- Susan Anton (VF : Annie Balestra) : Jill
- Catherine Bach (VF : Francine Lainé) : Marcie
- Abe Vigoda : Cesar
- Jackie Chan : Lui-même
- Tony Danza (VF : François Leccia) : Terry
- Doug McClure (VF : Daniel Gall) : Le serviteur du cheikh
- Mel Tillis (VF : Roger Crouzet) : Melvin
- Ricardo Montalbán (VF : Jacques Thébault) : Le roi
- Frank Sinatra (VF : Roland Ménard) : Lui-même
- George Lindsey (VF : Jean-Pierre Moulin) : Oncle Cal
- Tim Conway (VF : Jacques Dynam) : Un officier patrouilleur
- Sid Caesar (VF : Yves Barsacq) : Le pêcheur no 1
- Foster Brooks (VF : Henri Labussière) : Le pêcheur no 2
- Louis Nye (VF : Georges Atlas) : Le pêcheur no 3
- Don Knotts (VF : Guy Piérauld) : Un officier patrouilleur
- Fred Dryer : Le sergent patrouilleur

## Anecdotes
- Dernière apparition au cinéma pour Frank Sinatra et Dean Martin.
- Pourtant de nouveau convié à participer au second volet, Roger Moore justifia son absence en affirmant qu'il ne trouverait plus aussi amusant d'incarner ce personnage parodique. Néanmoins, le comédien avouera bien plus tard avoir regretté sa décision, sachant que Frank Sinatra apparaissait dans le film.
- Contractuellement lié avec le studio Warner Bros., Jackie Chan fut contraint d'apparaître dans le second volet de la saga.

## Distinctions

### Récompense
- 1985 : Goldene Leinwand[1]

### Nomination
- 1985 : nomination aux Razzie Awards pour :
  - Burt Reynolds (pire acteur)
  - Shirley MacLaine (pire actrice)
  - Hal Needham (pire réalisation)
  - Albert S. Ruddy (pire film)
  - Harvey Miller, Hal Needham et Albert S. Ruddy (pire scénario)
  - Sammy Davis, Jr. (pire second rôle masculin)
  - Susan Anton et Marilu Henner (pire second rôle féminin)

## Saga
- 1981 : L'Équipée du Cannonball réalisé par Hal Needham
- 1984 : Cannonball 2 réalisé par Hal Needham
- 1989 : Cannonball 3 réalisé par Jim Drake